# Richard Brooks (réalisateur)
Pour les articles homonymes, voir Richard Brooks et Brooks.
Richard Brooks est un réalisateur, scénariste, producteur et romancier américain, né le 18 mai 1912 à Philadelphie et mort le 11 mars 1992 à Beverly Hills.
Si les années 1950 et 1960 furent numériquement les plus prolifiques de sa carrière de réalisateur, il continua à tourner des films jusqu'au milieu des années 1980.
Il a remporté un Oscar du meilleur scénario adapté en 1961 et une étoile lui a été attribuée en 1960 sur la Walk of Fame à Hollywood.

## Biographie
Richard Brooks, fils d'immigrés russes de confession juive, est né sous le nom de Ruben Sax. Diplômé de la West Philadelphia High School, puis de l'université Temple, il fut tout d'abord reporter sportif dans plusieurs journaux avant d'aller travailler pour la radio à New York. Il devient éditorialiste pour la NBC dans les années 1930 avant de s'essayer à la mise en scène théâtrale. Pendant la Seconde Guerre mondiale, il sert dans le corps des marines.
Avant d'être réalisateur pour le cinéma, il se fait connaître en tant que romancier dans les années 1940. Parallèlement, il participe à ses premiers succès cinématographiques en étant scénariste, notamment pour le film de Jules Dassin Les Démons de la liberté (1947) ou celui de John Huston Key Largo (1948). C'est en 1950 qu'il réalise son premier film, Cas de conscience.
Parmi ses réalisations les plus notables, figurent Graine de violence (1955), La Dernière Chasse (1956), La Chatte sur un toit brûlant (1958), Elmer Gantry le charlatan (1960), qui lui vaut un Oscar du meilleur scénario adapté, ou encore Les Professionnels (1966).
Son dernier film, La Fièvre du jeu, sort en 1985.
Il meurt le 11 mars 1992 à Beverly Hills.

### Vie privée
Richard Brooks a été marié avec l'actrice Jean Simmons de 1960 à 1977.

## Filmographie
Sauf indication contraire, les informations mentionnées dans cette section peuvent être confirmées par la base de données cinématographiques IMDb,  présente dans la section « Liens externes ».

### Réalisateur
- 1950 : Cas de conscience (Crisis)
- 1952 : Miracle à Tunis (The Light Touch)
- 1952 : Bas les masques (Deadline-USA)
- 1953 : Le Cirque infernal (Battle Circus)
- 1953 : Sergent la Terreur (Take the High Ground !)
- 1954 : La Flamme et la Chair (Flame and the Flesh)
- 1954 : La Dernière Fois que j'ai vu Paris (The Last Time I Saw Paris)
- 1955 : Graine de violence (Blackboard Jungle)
- 1956 : La Dernière Chasse (The Last Hunt)
- 1956 : Le Repas de noces (The Catered Affair)
- 1957 : Le Carnaval des dieux (Something of Value)
- 1958 : Les Frères Karamazov (The Brothers Karamazov)
- 1958 : La Chatte sur un toit brûlant (Cat on a Hot Tin Roof)
- 1960 : Elmer Gantry le charlatan  (Elmer Gantry)
- 1962 : Doux Oiseau de jeunesse (Sweet Bird of Youth)
- 1965 : Lord Jim
- 1966 : Les Professionnels (The Professionals)
- 1967 : De sang-froid (In Cold Blood)
- 1969 : The Happy Ending
- 1971 : Dollars ($)
- 1975 : La Chevauchée sauvage (Bite the Bullet)
- 1977 : À la recherche de Mr. Goodbar (Looking for Mr Goodbar)
- 1982 : Meurtres en direct (Wrong is Right)
- 1985 : La Fièvre du jeu (Fever Pitch)

### Scénariste et dialoguiste
Richard Brooks est scénariste des films qu'il a réalisés, excepté Sergent la Terreur, Flame and the Flesh et Le Repas de noces.
- 1942 : Men of Texas (en) de Ray Enright
- 1942 : Sin Town (en) de Ray Enright - dialogues additionnels
- 1943 : La Sauvagesse blanche (White Savage) d'Arthur Lubin
- 1943 : Don Winslow of the Coast Guard de Lewis D. Collins et Ray Taylor - dialogues additionnels
- 1944 : Le Signe du cobra (Cobra Woman) de Robert Siodmak - coscénariste
- 1944 : My Best Gal d'Anthony Mann - scénario original
- 1946 : Les Tueurs (The Killers) de Robert Siodmak - coscénariste (non crédité)
- 1946 : Le Gars épatant (Swell Guy) de Frank Tuttle
- 1947 : Les Démons de la liberté (Brute Force) de Jules Dassin - coscénariste
- 1948 : Key Largo de John Huston - coscénariste
- 1948 : Ombres sur Paris (To the Victor) de Delmer Daves
- 1949 : Faites vos jeux (Any Number can play) de Mervyn LeRoy
- 1950 : Le Mystère de la plage perdue (Mystery Street) de John Sturges (coscénariste)
- 1951 : Storm Warning de Stuart Heisler - coscénariste

### Producteur
- 1965 : Lord Jim
- 1966 : Les Professionnels (The Professionals)
- 1967 : De sang-froid (In Cold Blood)
- 1969 : The Happy Ending
- 1975 : La Chevauchée sauvage (Bite the Bullet)
- 1982 : Meurtres en direct (Wrong is Right)

### Adaptation de son œuvre
- 1947 : Feux croisés (Crossfire) d'Edward Dmytryk - adaptation du roman The Brick Foxhole

## Romans
- The Brick Foxhole[Quand ?] (traduit en français sous le titre L'Aventure du caporal Mitchell) (adapté au cinéma)
- The Boiling Point (1948)
- The Producer (1951)

## Distinctions
Sauf indication contraire, les informations mentionnées dans cette section peuvent être confirmées par la base de données cinématographiques IMDb,  présente dans la section « Liens externes ».

### Honneur
- 1960 : Étoile sur le Walk of Fame à Hollywood (située au 6422 Hollywood Boulevard)

### Récompenses
- Prix Edgar-Allan-Poe 1948 : meilleur film pour Feux croisés
- Mostra de Venise 1957 : prix San Giorgio pour Le Carnaval des dieux
- Oscars 1961 : meilleur scénario adapté pour Elmer Gantry le charlatan[1]
- Writers Guild of America Awards 1961 : meilleur scénario d'un drame américain pour Elmer Gantry le charlatan
- Writers Guild of America Awards 1967 : Laurel Award for Screenwriting Achievement
- David di Donatello 1968 : meilleur réalisateur étranger pour De sang-froid
- Western Heritage Awards 1976 : meilleur long métrage pour La Chevauchée sauvage
- Directors Guild of America Awards 1990 : prix Preston Sturges

### Nominations
- 7 autres nominations aux Oscars
- 6 autres nominations aux Writers Guild of America Awards
- 6 nominations aux Directors Guild of America Awards
- 2 nominations aux Golden Globes
- Prix Edgar-Allan-Poe 1968 : meilleur film pour De sang-froid

### Sélections en compétition
- Mostra de Venise 1957 : en compétition pour le Lion d'or pour Le Carnaval des dieux
- Festival de Cannes 1958 : en compétition pour la Palme d'or pourLes Frères Karamazov